# Ervin Mészáros
Ervin Mészáros (født 2. april 1877 i Budapest, død 21. maj 1940 smst.) var en ungarsk fægter, som deltog under OL 1912 i Stockholm.

## Fægtekarriere
Mészáros fægtede for MAC i Budapest fra 1894 til 1927. Han konkurrerede i både fleuret og sabel, men havde sine bedste resultater i sabel. Han kunne ikke deltage i OL 1904 og 1908, fordi forsvarsministeriet i Wien ikke tillod officerer ved det østrig-ungarske monarki at stille op under ungarske farver. Det var muligt fra OL 1912 i Stockholm, og derfor var han med her og stillede op både individuelt og på det ungarske hold i sabel. Individuelt blev han nummer to i sin kvartfinalepulje og vandt derpå sin semifinalepulje. I finalen var syv af de otte deltagere ungarere, og vinder blev Jenő Fuchs foran Béla Békéssy, mens Mészáros blev nummer tre. I holdkonkurrencen var Ungarn store favoritter. De stillede ud over Mészáros med Oszkár Gerde, Jenő Fuchs, Péter Tóth, Lajos Werkner, Dezső Földes, László Berti og Zoltán Schenker, og efter at have vundet deres indledende pulje gjorde de rent bord i finalepuljen og genvandt dermed guldet, mens Østrig fik sølv og Nederland bronze.

## Øvrige karriere
Mészáros blev senere æresmedlem af det ungarske fægteforbund. Han studerede jura ved siden af sin fægtekarriere.